# Jayden Hayward

a Compétitions nationales et continentales officielles uniquement.

b Matchs officiels uniquement.
Dernière mise à jour le 17 mars 2022.
Jayden Hayward (né le 11 février 1987 à Hawera, Nouvelle-Zélande) est un joueur italien né en Nouvelle-Zélande.  Il peut jouer en tant que centre ou arrière.  Sa carrière professionnelle de rugby a débuté en Nouvelle-Zélande avec Taranaki en 2008  avant de passer à la Western Force en 2013.

## Carrière initiale
Âgé de 20 ans à peine, Hayward était l’une des vedettes de la Coupe Air New Zealand dès sa première année marquant trois essais en huit participations. À sa première saison de rugby de première division, il a remporté deux prix - pour le joueur le plus prometteur de l’année et pour le retour de l’année.  La performance de Hayward n'est pas passée inaperçue des médias nationaux ou des entraîneurs de Super 14.  
Après une performance impressionnante dans la Coupe Air New Zealand en 2008, Hayward était le deuxième joueur le plus jeune (après Israel Dagg) parmi les Highlanders pour la saison 2009 de Super 14.   
Hayward, pour la saison 2011, a signé avec les Hurricanes en tant que membre de leur groupe d'entraînement plus large. Il a été appelé pour remplacer Ma'a Nonu qui purgeait une suspension d'une semaine.   
Après avoir disputé sa deuxième saison de Super Rugby en 2012 avec les Hurricanes et après 58 sélections pour Taranaki, Hayward signe un contrat de deux ans avec Western Force.
En 2014, Hayward déménage à Trévise, en Italie, pour jouer pour Benetton Rugby. 

## Carrière internationale
En 2017, Hayward a obtenu la nationalité italienne et joue maintenant pour l'Italie. Il fait ses débuts en test contre les Fidji à Catane le 11 novembre 2017.
Auteur de plusieurs performances remarquées avec l'équipe d'Italie, il fait  notamment partie des joueurs italiens les plus en vue lors du Tournoi des Six Nations 2019.